# Распопенский район
Распопенский район — административно-территориальная единица Молдавской ССР, существовавшая с 11 ноября 1940 года по 9 января 1956 года.

## История
Как и большинство районов Молдавской ССР, образован 11 ноября 1940 года, центр — село Распопены. До 16 октября 1949 года находился в составе Оргеевского уезда, после упразднения уездного деления перешёл в непосредственное республиканское подчинение.
С 31 января 1952 года по 15 июня 1953 года район входил в состав Кишинёвского округа, после упразднения окружного деления вновь перешёл в непосредственное республиканское подчинение.
9 января 1956 года Распопенский район был ликвидирован, его территория была разделена примерно поровну между соседними Резинским и Теленештским районами.

## Административное деление
По состоянию на 1 января 1955 года Распопенский район состоял из 11 сельсоветов: Гаузенский, Игнацейский, Негуренский, Новобрынзенский, Новотыршицейский, Олишканский, Ордашейский, Печештский, Распопенский, Самашканский и Скорценский.